# Acridingelb
Acridingelb ist ein Acridin-Farbstoff, der in der Molekularbiologie als Fluoreszenzfarbstoff eingesetzt wird. Als mutagenes Klastogen ist es ein Gift, welches Chromosomenaberrationen hervorrufen kann und somit als Karzinogen wirkt.